# Pyrois conica
Pyrois conica là một loài bướm đêm trong họ Noctuidae.